# NGC 4225
NGC 4225 este o galaxie lenticulară situată în constelația Corbul. A fost descoperită în 9 martie 1828 de către John Herschel. Se află la o distanță de 75,75 de megaparseci de Pământ.